# Afrosmodicum ebeninum
Afrosmodicum ebeninum là một loài bọ cánh cứng trong họ Cerambycidae.